# Зуборев, Сергей Сергеевич
Сергей Сергеевич Зуборев (род. 7 апреля 1983, Москва) — российский хоккеист, защитник. Мастер спорта России.

## Биография
Выпускник СДЮШОР «Динамо» Москва, тренер Виктор Шкурдюк. С сезона 1999/2000 начал играть в первой лиге за «Динамо-2». 7 января 2002 года дебютировал за «Динамо», всего за два сезона провёл в Суперлиге семь матчей. Во второй половине сезона 2003/04 выступал за «Крылья Советов» в высшей лиге и за «Крылья Советов-2» в первой лиге. Выступал в высшей лиге за «Витязь» Чехов (2004/05), «Ижсталь» Ижевск (2004/05 — 2005/06), «Южный Урал» Орск (2006/07). По ходу сезона 2006/07 перешёл в казахстанский «Казахмыс» Сатпаев, в составе которого провёл 20 матчей в чемпионате Казахстана и 19 — в высшей лиге чемпионата России. В сезоне 2007/08 выступал за клуб белорусской Экстралиги «Химволокно» Могилёв, со следующего сезона стал играть в КХЛ за «Витязь». В сезоне 2010/11 «Витязь» проиграл все 13 матчей с Зуборевым, в них он заработал показатель полезности «минус 16». В конце ноября клуб отзаявил Зуборева; после этого он на профессиональном уровне не выступал.
Победитель хоккейного турнира Универсиад (2009, 2011).
Игрок команд в ЛХЛ-77, НПХЛ.
Детский тренер в школах «Янтарь», «Вымпел», «Академия Михайлова», «Красная Машина Арктика».